# Mastigophorus majoralis
Mastigophorus majoralis là một loài bướm đêm trong họ Noctuidae.